# Lösens landskommun
Lösens landskommun var en tidigare kommun i Blekinge län.

## Administrativ historik
Kommunen inrättades som landskommun i Lösens socken i Östra härad i Blekinge när 1862 års kommunalförordningar trädde i kraft.
Vid den landsomfattande kommunreformen 1952 uppgick denna landskommun i Lyckeby landskommun som sedan 1967 uppgick i Karlskrona stad.
Området tillhör sedan 1971 Karlskrona kommun.

## Politik

### Mandatfördelning i Lösens landskommun 1938-1946
| 16 | 2 | 2 | 4 |

| 24 |

| 15 | 9 |

| 23 |

| 3 | 11 | 3 | 4 | 3 |

| 22 |